# Leganes
Leganes (Filipino: Bayan ng Leganes, Hiligaynon: Sangguniang Bayan Leganes) ist eine Großraumgemeinde in der Provinz Iloilo auf der Insel Panay auf den Philippinen. Sie hat 32.480 Einwohner (Zensus 1. August 2015), die in 18 Barangays leben. Sie gehört zur vierten Einkommensklasse der Gemeinden auf den Philippinen und wird als teilweise urban beschrieben.
Leganes liegt an der südöstlichen Küste am Eingang der Guimaras-Straße auf der Insel Panay, der Insel Guimaras gegenüber. Die Hauptstadt der Provinz, Iloilo City, liegt ca. 11 km nordöstlich der Gemeinde und ist von dort mit dem Bus oder Jeepney zu erreichen. Die Nachbargemeinden sind Pavia im Westen, Iloilo City im Südwesten, Tubungan im Nordosten, Santa Barbara im Nordwesten, Zarraga und Dumangas im Nordosten. Die Topographie der Gemeinde wird bestimmt von Flachland. In der Gemeinde liegt die Mündung des Flusses Jalaur.

## Barangays
| - M.V. Hechanova (Balagon) - Bigke - Buntatala - Cagamutan Norte - Cagamutan Sur - Calaboa - Camangay - Cari Mayor - Cari Minor | - Gua-an - Guihaman - Guinobatan - Guintas - Lapayon - Nabitasan - Napnud - Poblacion - San Vicente |